# سولونوفکا (شهرستان اسمولنسکی، سرزمین آلتای)
سولونوفکا (به لاتین: Solonovka) یک منطقهٔ مسکونی در روسیه است که در سرزمین آلتای واقع شده‌است.